# 伍德蘭 (北卡羅萊納州)
伍德蘭（英語：Woodland）是一個位於美國北卡羅萊納州北安普頓縣的城鎮。

## 人口
根據2020年美國人口普查的數據，伍德蘭的面積為3.24平方千米，皆為陸地。當地共有人口557人，而人口密度為每平方千米172人。